# Escalade aux Jeux mondiaux de 2009
Navigation
Duisbourg 2005 Cali 2013
Les épreuves d'escalade aux Jeux mondiaux de 2009 se sont déroulées les 18 et 19 juillet 2009 au Shoushan Junior High School à Kaohsiung, à Taïwan. Seules les disciplines de la vitesse et de la difficulté étaient au programme.

## Organisation
Les épreuves de vitesse ont lieu le 18 juillet 2009. Il y a douze concurrentes engagées dans la catégorie des femmes ainsi que dans celle des hommes.
Les épreuves de difficulté ont lieu le lendemain. Dans la catégorie des femmes, onze concurrentes disputent la voie de qualification. Elles ne sont plus que huit à prendre part à la demi-finale, et il n'en reste que six en finale. Dans la catégorie des hommes, dix concurrents disputent la voie de qualification. Ils ne sont plus que huit à prendre part à la demi-finale, et il n'en reste que cinq en finale.

## Palmarès

### Escalade de difficulté
| Catégorie | Or          | Argent         | Bronze              |
| --------- | ----------- | -------------- | ------------------- |
| Hommes    | Sachi Amma  | Patxi Usobiaga | Romain Desgranges   |
| Femmes    | Maja Vidmar | Jain Kim       | Caroline Ciavaldini |

### Escalade de vitesse
| Catégorie | Or          | Argent               | Bronze            |
| --------- | ----------- | -------------------- | ----------------- |
| Hommes    | Qixin Zhong | Evgeny Vaytsekhovsky | Maksym Styenkoviy |
| Femmes    | Cuilian He  | Cuifang He           | Olga Morozkina    |

## Tableau des médailles
| Rang  | Nation       | Or | Argent | Bronze | Total |
| ----- | ------------ | -- | ------ | ------ | ----- |
| 1     | Chine        | 2  | 1      | 0      | 3     |
| 2     | Japon        | 1  | 0      | 0      | 1     |
| 2     | Slovénie     | 1  | 0      | 0      | 1     |
| 4     | Russie       | 0  | 1      | 1      | 2     |
| 5     | Espagne      | 0  | 1      | 0      | 1     |
| 5     | Corée du Sud | 0  | 1      | 0      | 1     |
| 7     | France       | 0  | 0      | 2      | 2     |
| 8     | Ukraine      | 0  | 0      | 1      | 1     |
| Total | Total        | 4  | 4      | 4      | 12    |